# أليك كوبل
أليك كوبل (بالإنجليزية: Alec Coppel)‏ (17 سبتمبر 1907، ملبورن في أستراليا - 22 يناير 1972، لندن في المملكة المتحدة)؛ كاتب سيناريو وروائي أسترالي.

## روابط خارجية
- أليك كوبل على موقع IMDb (الإنجليزية)
- أليك كوبل على موقع قاعدة بيانات برودواي على الإنترنت (الإنجليزية)
- أليك كوبل على موقع قاعدة بيانات الفيلم (الإنجليزية)